# Teze o Feuerbachovi
Teze o Feuerbachovi (orig. Thesen über Feuerbach) jsou jedenáct thesí o Feuerbachovi, které napsal Karl Marx v roce 1845 a které poprvé uveřejnil Friedrich Engels v roce 1888. V těchto tezích podal Marx náčrt svého nového světového názoru.

## Obsah
V Tezích o Feuerbachovi, napsaných brzy po uveřejnění Svaté rodiny, Marx kritizuje spekulativní charakter Feuerbachova materialismu (zvláště jeho nepochopení úlohy praxe v poznání), nedostatky Feuerbachovy kritiky náboženství (nepochopení sociálně třídních kořenů náboženství) a na rozdíl od Feuerbacha rozvíjí základy dialekticko-materialistické teorie poznání a materialistického pojetí dějin. Marx ukázal, že hlavním nedostatkem starého materialismu byla jeho nazíravost, to, že nechápal praxi jako základ poznání, jako základ vzájemného působení člověka a přírody.
Hlavním nedostatkem veškerého dosavadního materialismu - včetně feuerbachovského - je, že předmět, skutečnost, smyslovost se pojímá jen ve formě objektů čili nazírání, nikoli však jako lidská smyslová činnost, praxe, nikoli subjektivně. 
Karl Marx, These o Feuerbachovi These o Feuerbachovi, 1.
Předmarxovský materialismus se díval na smyslovost jako na pasivní stav vyvolávaný působením vnějších předmětů na člověka. Marx zdůrazňoval nedostatečnost, jednostrannost tohoto názoru a ukazoval, že smyslovost je tvořivost člověka, že praxe je smyslová činnost. Ve své smyslové činnosti není tedy člověj jen objektem působení okolního světa, nýbrž i subjektem, který toto okolí přetváří.
Svoji materialistickou teorii chápe Marx jako filozofické zdůvodnění nutnosti zásadní přestavby společnosti. Marxovy „Teze“ jsou prostoupeny ideou revolučního přetvoření světa. V tomto náčrtu zformuloval Marx svou proslulou tezi, v níž se zřetelně zračí revoluční podstata marxismu:
Filozofové svět jen různě vykládali, jde však o to jej změnit. 
Karl Marx, These o Feuerbachovi These o Feuerbachovi, 11.
Lenin nejednou zdůrazňoval hluboký sociální smysl jedenácté Marxovy teze, neboť v ní spatřoval filozofické zdůvodnění revolučního boje proletariátu. Když Lenin kritizoval oportunistický výklad úkolů proletariátu v revoluci roku 1905, psal:
| „ | Способ изложения своих мыслей новоискровцами напоминает отзыв Маркса (в его знаменитых «тезах» о Фейербахе) о старом, чуждом идеи диалектики, материализме. Философы только истолковывали мир различным образом — говорил Маркс — а дело в том, чтобы изменять этот мир . Так и новоискровцы могут сносно описывать и объяснять процесс происходящей у них на глазах борьбы, но совершенно не могут дать правильного лозунга в этой борьбе. Усердно маршируя, но плохо руководя, они принижают материалистическое понимание истории своим игнорированием действенной, руководящей и направляющей роли, которую могут и должны играть в истории партии, сознавшие материальные условия переворота и ставшие во главе передовых классов. | Způsob, jakým novojiskrovci vykládají své myšlenky, připomíná Marxův výrok (v jeho proslulých „tezích“ o Feuerbachovi) o starém materialismu, postrádajícím ideje dialektiky. Řekl, že filozofové dosud svět jen různým způsobem vykládali, ale že jde o to tento svět změnit. Právě tak i novojiskrovci dovedou obstojně popisovat a vykládat proces boje probíhajícího před jejich očima, ale naprosto nejsou schopni razit pro tento boj správné heslo. Horlivě pochodují, ale špatně vedou, znevažují materialistické pojetí dějin tím, že ignorují činorodou, vedoucí a usměrňující úlohu, již mohou a musí v dějinách strany sehrát ti, kdo si uvědomili materiální podmínky převratu a postavili se do čela pokrokových tříd. | “ |
| — Vladimir Iljič Lenin, Dvě taktiky sociální demokracie v demokratické revoluci, kapitola 4 „Odstranění monarchického zřízení a republika“. | | |   |

Lenin ukazuje, že s touto závěrečnou Marxovou tezí o Feuerbachovi je spojeno veškeré materialistické pojetí dějin, zvláště marxistické učení o úloze subjektivního faktoru ve společensko-historickém procesu.